# Only You (canção de Cheat Codes e Little Mix)
"Only You" é uma música dos DJs americanos Cheat Codes e do grupo britânico Little Mix. Foi composta por Pablo Bowman, Trevor Dahl, Kevin Ford, Matthew Russell, Nicholas Gale e por Richard Boardman, a produção ficou por parte do Digital Farm Animals, junto com Maegan Cottone e Trevor Dahl. A canção foi lançado em 22 de junho de 2018 como single, e foi incluído primeiramente no álbum de compilação do Ministry of Sound, The Pool Party, lançado em 6 de julho de 2018 e posteriormente esta inclusa como faixa bônus do quinto álbum de estúdio do girlgroup.

## Antecedentes
A canção foi escrita por Pablo Bowman, Nicholas Gale e Richard Boardman, com produção do Digital Farm Animals e Maegan Cottone. A música foi lançada em junho de 2018 com sua inclusão no álbum The Pool Party, que acompanhou a série de televisão Love Island. Trechos da música foram liberados por Cheat Codes e Little Mix antes do lançamento oficial da música. Cheat Codes e Little Mix anunciaram no Twitter que a música seria lançada em 22 de junho de 2018. A capa da música foi lançada um dia depois junto com algumas letras vazadas.

## Composição
"Only You" é uma canção derivada do EDM, apoiada por uma guitarra acústica e sintetizadores, que dura três minutos e nove segundos. A faixa contém elementos predominantes do R&B, tropical house e música ambiente. Contém backing vocals pelos membros do Cheat Codes. Todas as letras são estruturadas em verso-pré-refrão-refrão que não contêm vocais, mas sim um instrumental. Liricamente trata-se de amor e fase pós-dissolução de um relacionamento.

## Vídeo clipe
O videoclipe da música foi lançado em 12 de julho de 2018 no canal oficial do YouTube da Little Mix. O vídeo apresenta um enredo LGBTQ + entre duas garotas (interpretadas por Lisa Starrett e Peyton List) durante um festa, na qual uma das meninas acaba por ser uma sereia. O vídeo foi dirigido por Frank Borin.

## Recepção da crítica
A MTV chamou a música de "crossover de dança pop" e "melodia ensolarada". Eles também disseram que era "tão bom" finalmente ter as meninas de volta. Rob Copsey, do Official Charts, disse que era uma "música de festa na piscina" e que é a música correta para adicionar ao CD de Love Island. Michael Ko, da Billboard, disse: "É certamente um single feito no verão, cheio de sentimentos românticos juvenis com uma base acústica". RJ Frometa da revista Vents disse que a música "misturou perfeitamente o pop e música eletrônica", ele também mencionou "como é bom finalmente ter Little Mix de volta" e que sentimos falta do nosso "fenômeno pop global".

## Performances ao vivo
O grupo performou a canção ao vivo pela primeira vez no Radio 1 Teen Awards 2018, onde elas ganharam o prêmio de "Melhor Grupo Britânico" pelo segundo ano consecutivo. Em 13 de novembro, o grupo performou a canção durante o "Apple Music Presents: Little Mix, Live From London". Em 9 de dezembro de 2018, a canção foi performada pelo grupo na segunda noite do festival Jingle Bell Ball, no Reino Unido.

## Produção
Créditos adaptados do Tidal.
- Electric - compositor, produtor, engenheiro, instrumentista, programador
- Pablo Bowman, Trevor Dahl, Nicholas Gale e Richard Boardman - compositor
- Digital Farm Animals , Maegan Cottone e Trevor Dahl - produtor
- Danny Casio - engenheiro
- Randy Merrill - engenheiro de masterização
- Serban Ghenea, John Hanes - engenheiro de mixagem

## Charts
| Charts (2018)                                     | Melhor posição |
| ------------------------------------------------- | -------------- |
| Austrália (ARIA)                                  | 92             |
| Austrália Dance (ARIA)                            | 15             |
| Bélgica (Ultratip Bubbling Under de Flandres)     | 35             |
| Bélgica (Ultratip Bubbling Under da Valônia)      | 23             |
| Croacia Airplay (HRT)                             | 73             |
| Escócia (Scottish Singles Chart)                  | 3              |
| Eslováquia (Rádio Top 100)                        | 72             |
| Eslováquia Digital Top 100                        | 58             |
| Estados Unidos (Billboard Dance/Electronic Songs) | 15             |
| Estados Unidos (Billboard Mainstream Top 40)      | 38             |
| França (SNEP)                                     | 127            |
| Hungria (Rádiós Top 40)                           | 39             |
| Hungria (Single Top 40)                           | 7              |
| Irlanda (IRMA)                                    | 13             |
| Latvia (Latvijas Top 40)                          | 16             |
| México Ingles Airplay (Billboard)                 | 3              |
| Nova Zelândia Heatseekers (RMNZ)                  | 5              |
| Portugal (AFP)                                    | 81             |
| Reino Unido (UK Singles Chart)                    | 13             |
| República Checa (Singles Digitál Top 100)         | 84             |
| Suécia (Sverigetopplistan)                        | 89             |

## Certificações
| Brasil (Pro-Música Brasil) | Platina | 40.000‡  |
| México (AMPROFON) | Ouro    | 30.000‡  |
| Polónia (ZPAV) | Ouro    | 10.000*  |
| Reino Unido (BPI) | Platina | 600.000‡ |
| * Número de vendas definido com base apenas no nível de certificação. ^ Número de embarques definido com base apenas no nível de certificação. ‡vendas+streaming definido com base apenas no nível de certificação. |         |          |

## Histórico de lançamento
| Região         | Data                | Formato                | Gravadora         | Ref.   |
| -------------- | ------------------- | ---------------------- | ----------------- | ------ |
| Estados Unidos | 31 de julho de 2018 | Contemporary hit radio | 300 Entertainment | [ 45 ] |